# Planinica (miasto Pirot)
Planinica (cyr. Планиница) – wieś w Serbii, w okręgu pirockim, w mieście Pirot. W 2011 roku liczyła 7 mieszkańców.